# Joseph Gabriel Destain
Joseph Gabriel Destain,  född under 1600-talets andra hälft, troligen i Frankrike, död 1740 var en fransk-svensk arkitekt. Till hans kända verk i Sverige hör Tullgarns slott, Björksunds slott och Bergshammar herrgård, samtliga i Södermanland.

## Biografi
Joseph Gabriel Destain fick sin undervisning i teckning, arkitektur och matematik av sin far och gick därefter i lära hos flera framstående arkitekter i Paris.  År 1716 kom Destain till Sverige där han blev anställd som fortifikationsofficer och följde med Karl XII:s armé. Efter att kungen blivit skjuten 1718 fick Destain avsked från sin tjänst. 
Under 1720-talet anlitades han som arkitekt vid olika slottsbyggen (ombyggnader och nybyggnader) i Sverige. Till dem hör Tullgarns slott som renoverades 1720–1727 och vars ombyggnadsritningar han upprättade för riksrådet Magnus Julius De la Gardie. Slottet ingår idag som ett av de tio kungliga slotten.

## Verk i urval

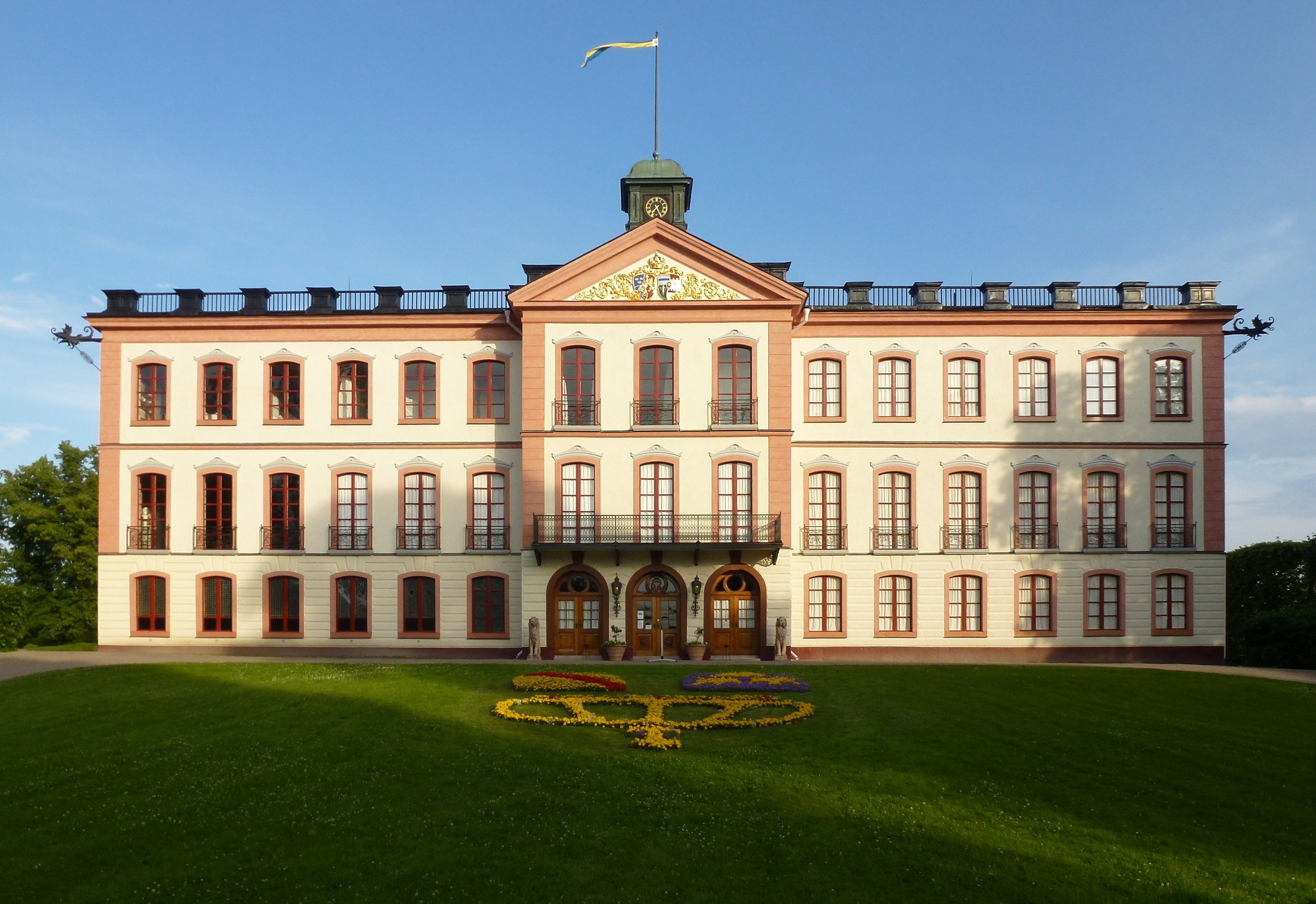
Tullgarns slott, fasad mot väst.
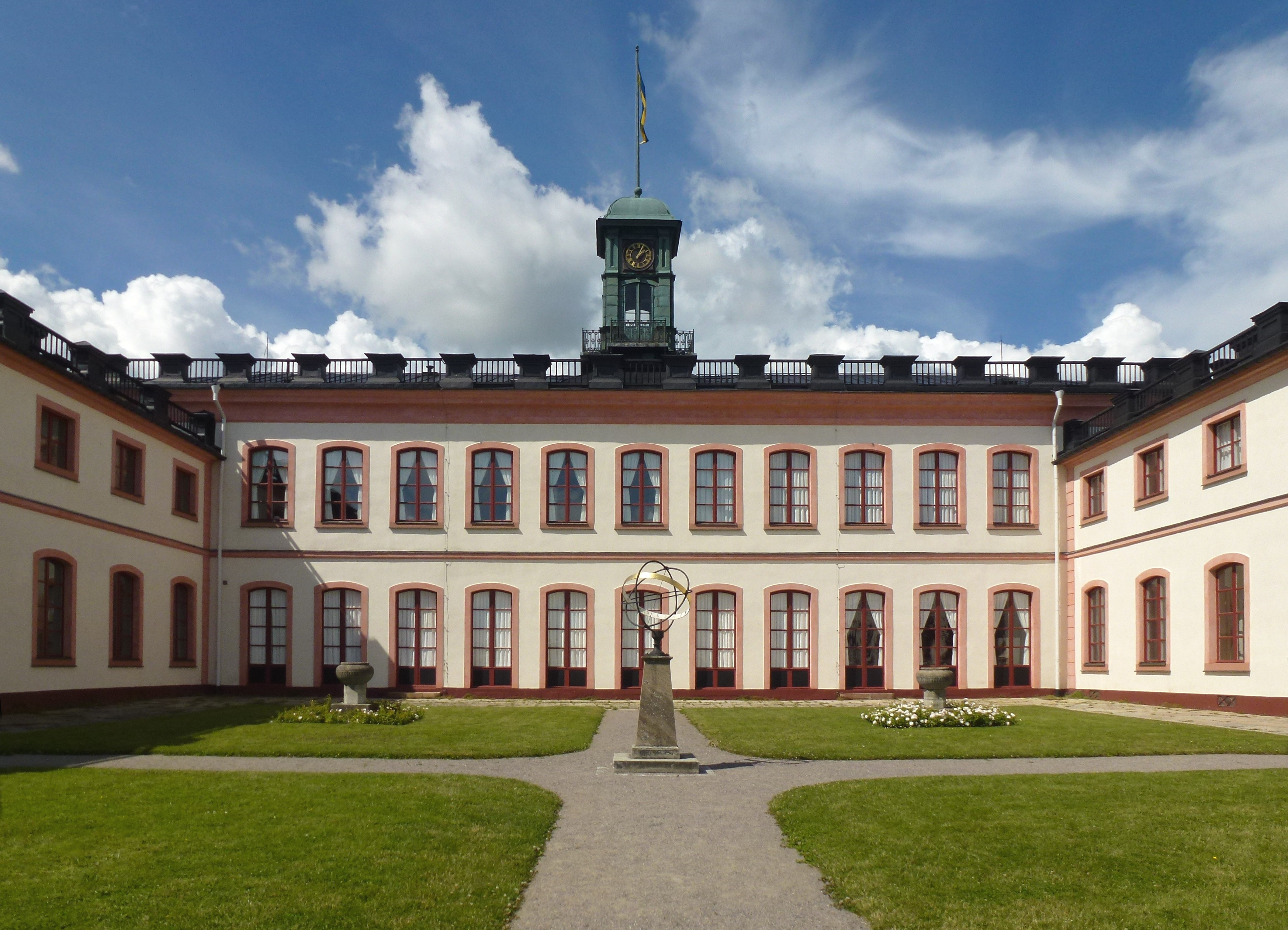
Tullgarns slott, fasad mot öst.
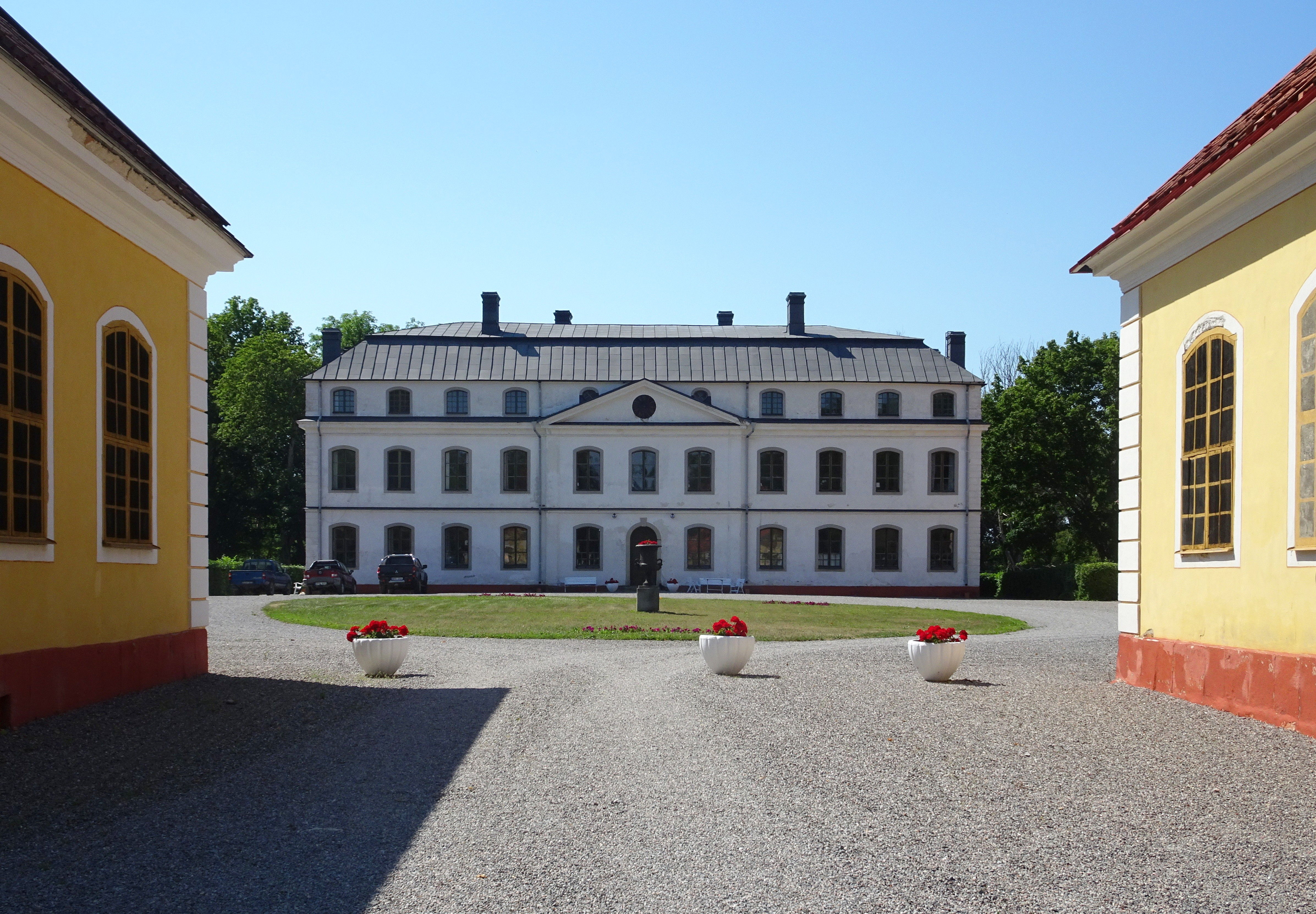
Bergshammar slott, fasad mot norr.
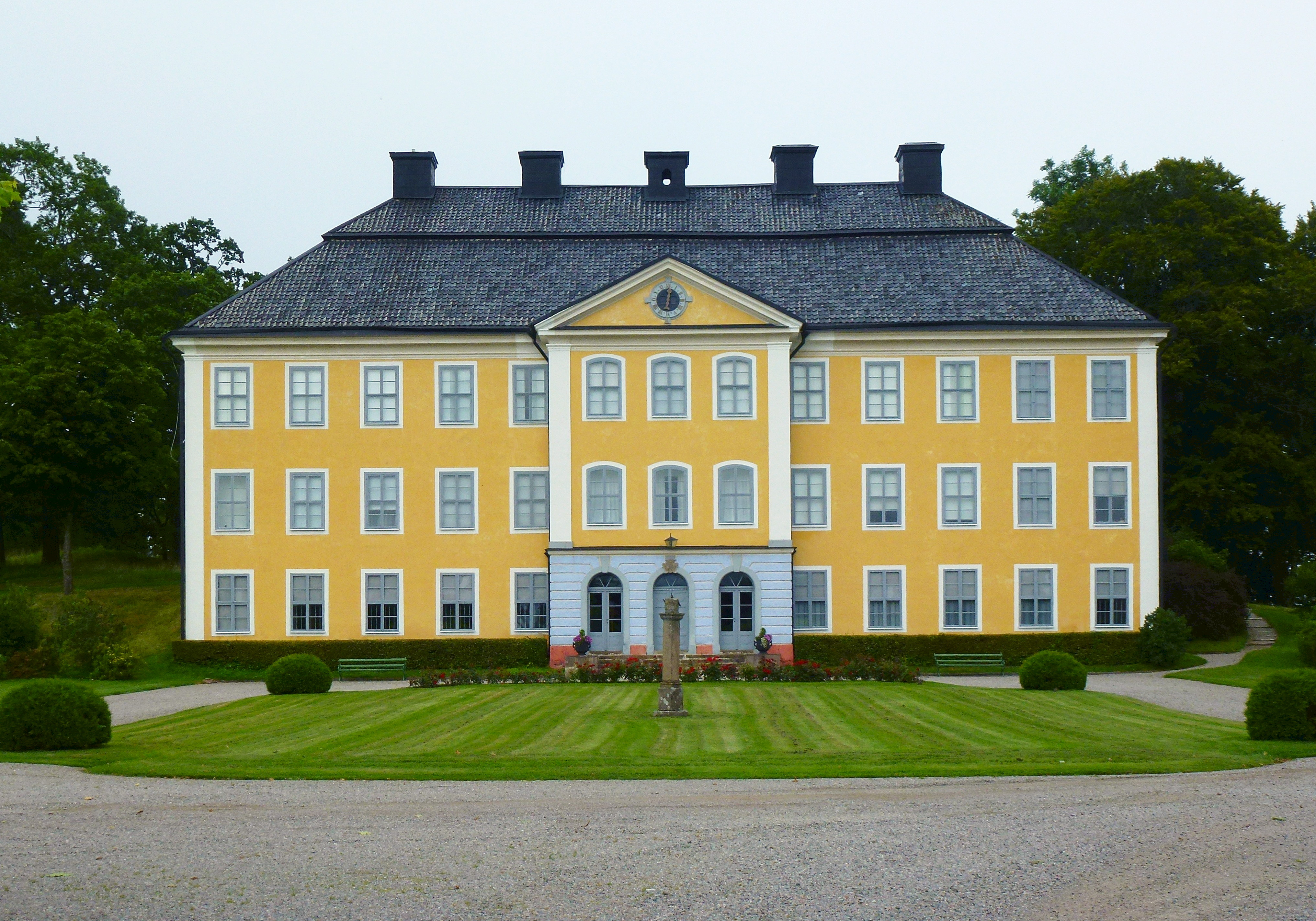
Björksunds slott fasad mot sydväst.